# صنع في داجنهام
صنع في داجنهام (بالإنجليزية: Made in Dagenham)‏ هو فيلم دراما كوميدي أُصدر في 2010، و13 يناير 2011، في ألمانيا. الفيلم من إنتاج بي بي سي للأفلام، وهانواي للأفلام ‏، ومجلس الأفلام البريطاني ‏، وسوني بيكتشرز كلاسيك، ويونيفرسال بيكشرز، ومن توزيع باراماونت بيكتشرز، وقد أخرجه نايجل كول

## القصة
تقع أحداث الفيلم في لندن.

## طاقم التمثيل
- سالي هوكينز
- جينا برامهيل [الإنجليزية]‏
- ماركوس هوتون
- جوزيف ماويل
- فيل كورنويل
- روبي كاي
- نيكولا دافيت [الإنجليزية]‏
- ميل يوب
- سايمون ارمسترونغ
- ماريسيا كاي [الإنجليزية]‏
- بيتر هوغو دالي
- داني هيوستن
- انجوس بارنيت  [لغات أخرى]‏
- نيكو تاتاروفيتش [الإنجليزية]‏
- ريتش كيبل  [لغات أخرى]‏
- مات كينغ
- سيزيونز جون
- أندريا رايزبورو
- دانيال ميس
- روزاموند بايك
- بوب هوسكينز
- ميراندا ريتشاردسون
- كينيث كرانهام
- روبرت غريفز
- ريتشارد شيف
- لورين ستانلي
- روجر لويد-باك
- خايمي وينستون
- أندرو لينكولن
- جيرالدين جيمس
- دينيس خوروشكو ‏

## الإنتاج

### الموسيقى
موسيقى الفيلم التصويرية من تلحين ديفيد ارنولد.

## الاستقبال

### الجوائز والترشيحات
الجوائز
الترشيحات

## روابط خارجية
- صنع في داغينهام على موقع IMDb (الإنجليزية)
- صنع في داغينهام على موقع ميتاكريتيك (الإنجليزية)
- صنع في داغينهام على موقع روتن توميتوز (الإنجليزية)
- صنع في داغينهام على موقع نتفليكس (الإنجليزية)
- صنع في داغينهام على موقع قاعدة بيانات الأفلام العربية
- صنع في داغينهام على موقع ألو سيني (الفرنسية)
- صنع في داغينهام على موقع Turner Classic Movies (الإنجليزية)
- صنع في داغينهام على موقع أول موفي (الإنجليزية)
- صنع في داغينهام على موقع بوكس أوفيس موجو (الإنجليزية)
- صنع في داغينهام على موقع فيلمافينيتي (الإسبانية)